# Allium obliquum
Allium obliquum é uma espécie da planta da família Amaryllidaceae pertencente ao gênero Allium.